# جورجيو بيانكي
جورجيو بيانكي (بالإيطالية: Giorgio Bianchi)‏ (و. 1904 – 1967 م) هو مخرج سينمائي، وممثل، وكاتب سيناريو، من إيطاليا، ولد في روما، توفي في روما، عن عمر يناهز 63 عاماً.

## وصلات خارجية
- جورجيو بيانكي على موقع IMDb (الإنجليزية)
- جورجيو بيانكي على موقع ألو سيني (الفرنسية)
- جورجيو بيانكي على موقع أول موفي (الإنجليزية)
- جورجيو بيانكي على موقع قاعدة بيانات الأفلام السويدية (السويدية)
- جورجيو بيانكي على موقع قاعدة بيانات الفيلم (الإنجليزية)
- جورجيو بيانكي على موقع كينوبويسك (الروسية)